# Lienz
Lienz (pronuncia [ˈliːɛnʦ] in dialetto tirolese Lianz, in italiano Luenza, desueto) è un comune austriaco di 12 044 abitanti nel distretto di Lienz, in Tirolo orientale, del quale è capoluogo e centro maggiore; ha lo status di città capoluogo di distretto (Bezirkshauptstadt).

## Geografia fisica
Lienz fa parte del Tirolo orientale (in tedesco Osttirol) e sorge ai piedi delle Dolomiti di Lienz e nella Val Pusteria (in tedesco Pustertal). Si situa alla confluenza dei fiumi Drava e Isel.

## Storia
Le prime tracce di insediamenti umani risalgono all'Età del bronzo. Più tardi la zona venne popolata da Celti e Romani (attorno al II secolo a.C.): furono proprio questi ultimi a fondare a pochi chilometri da Lienz la città di Aguntum, testimoniata dai ricchi scavi presso il sito archeologico. Nelle battaglie tra Slavi e Bavari, la città romana fu distrutta da un incendio e in seguito la regione fu sottomessa al regno di Carlo Magno.
Lienz venne menzionata la prima volta come Luenzina in un atto del vescovo di Bressanone intorno al 1030. Durante la Seconda guerra mondiale, nell'immediata periferia orientale di Lienz fu sistemato un campo per truppe di "collaborazionisti" cosacchi in ritirata dalla Carnia, in Friuli. Una chiesetta fu, per loro, officiata secondo il rito russo-ortodosso. Alla fine della guerra furono riconsegnati, contro la loro volontà, alle autorità sovietiche.

## Monumenti e luoghi d'interesse

### Architetture religiose
- Chiesa di Sant'Antonio (Antoniuskirchl): risale al XVI secolo, in stile barocco. Fu in seguito trasformata come luogo sacro per il rito ortodosso per i reduci cosacchi della guerra, che arrivati nel territorio austriaco che soggiornarono nei pressi di Lienz prima di essere riconsegnati all'Unione Sovietica.[2][3] L'edificio si trova nella piazza principale della città (Hauptplatz), ben inserita tra gli altri edifici storici.
- Chiesa di San Michele (Michaelskirche): anch'essa si trova nel centro storico di Lienz, nella zona denominata "mercato dei bovini". L'edificio custodisce dal 1508 le spoglie dei Di Graben di Stein, una delle famiglie di Lienz. In seguito la chiesa fu totalmente restaurata a opera degli abitanti di Lienz e tuttora viene considerata un edificio di notevole importanza, tanto che viene utilizzata per importanti eventi e cerimonie come per i matrimoni.
- Chiesa di Sant'Andrea (Andreaskirche): custodisce l'organo austriaco più antico.
- Convento francescano (Franziskanerkloster): si trova in un edificio appartenente precedentemente ai carmelitani, fondato nel 1349. Dal 21 marzo 1785 i carmelitani si trovarono a condividere lo spazio con i francescani fino a che, il 16 aprile 1785 per volere dell'imperatore Giuseppe II d'Asburgo-Lorena, i francescani si trasferirono definitivamente nel monastero carmelitano e gli ultimi 21 rimasti[francescani o carmelitani?] rimasero fino alla loro morte a Lienz. L'annesso chiostro risale al periodo carmelitano (1705), mentre la grotta dedicata a Nostra Signora di Lourdes risale al 1972. Qui si trovano anche una biblioteca e un centro giovanile. La chiesa è dedicata a San Michele.
- Chiesa evangelica (Evangelische Pfarrkirche): l'unica del Tirolo orientale, restaurata nel 1962 e dedicata a Martin Lutero.
- Chiesa del Sacro Cuore di Gesù (Herz-Jesu-Kirche): costruita sul progetto di Albert Bermoser nel 1950[4].
- È presente a Lienz anche una sala del regno dei testimoni di Geova

### Architetture militari

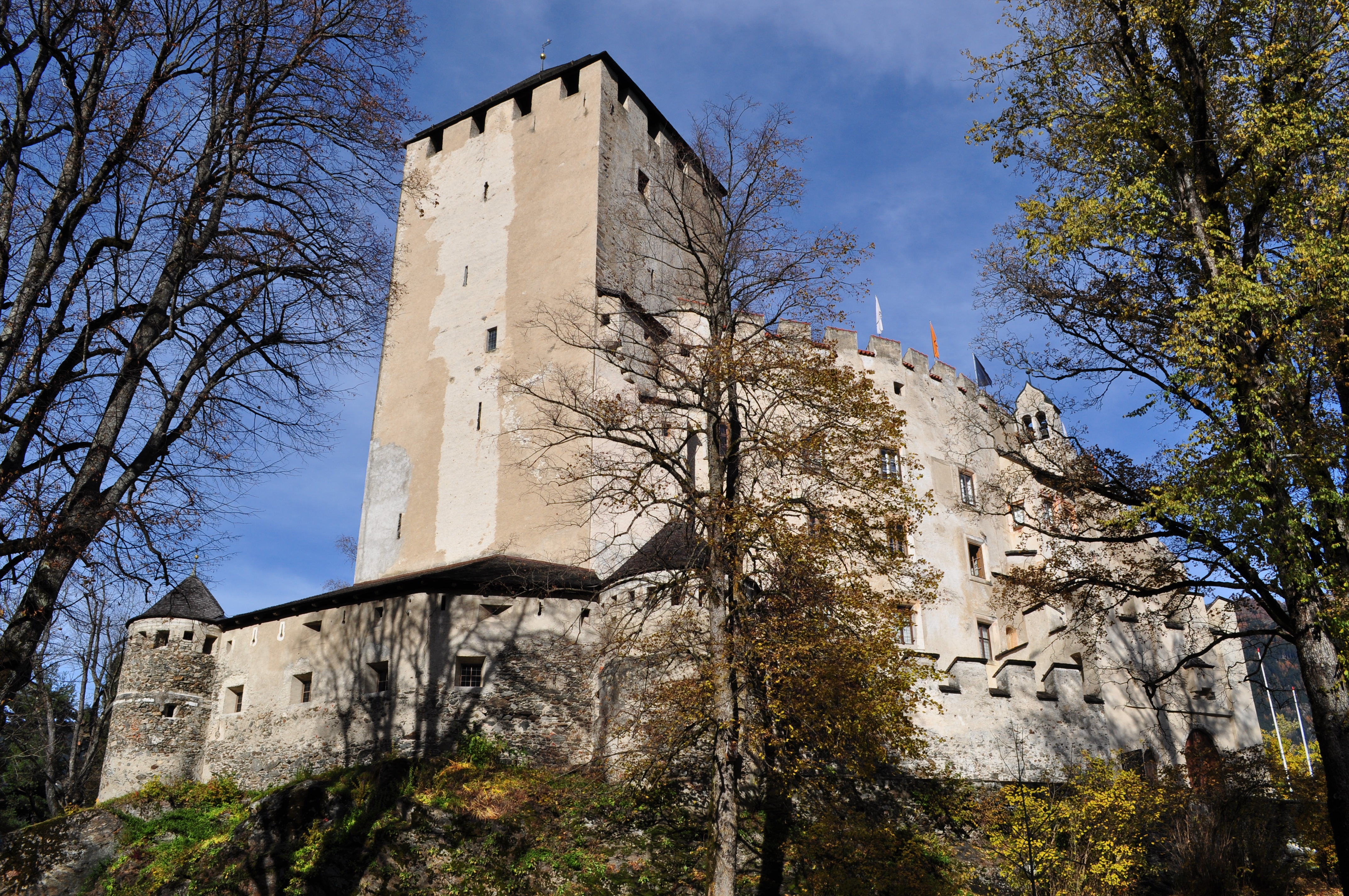
Il castello di Bruck

- Castello di Bruck (Schloss Bruck): il castello medioevale, costruito nel XIII secolo e un tempo centro politico e residenza dei conti di Gorizia, oggi è un poliedrico museo.
- Chiusa di Lienz (Lienzer Klause): un'antica chiusa che sorge poco a ovest della cittadina.

## Società

### Evoluzione demografica
Abitanti censiti

La popolazione al 1º gennaio 2021 era di 11 935 abitanti.
Data la grande affluenza di persone di nazionalità Italiana, la terza lingua parlata è l'Italiano.

## Cultura

### Musei
- Museo civico (Museum der Stadt Lienz): è ospitato nel castello di Bruck.
- Museo di grammofoni (Phonomuseum): esposti numerosi grammofoni, giradischi e vecchie radio.

## Infrastrutture e trasporti

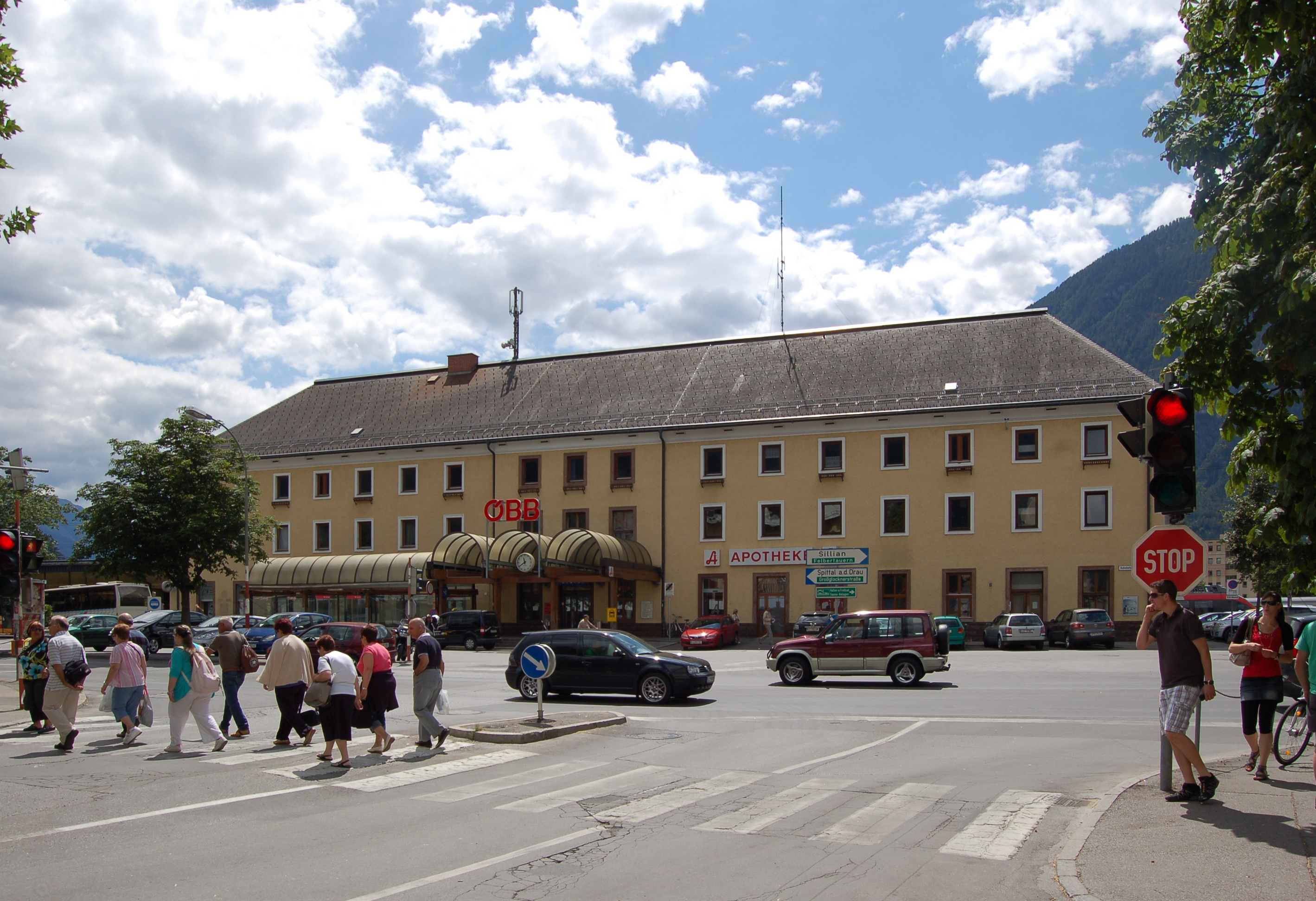
La stazione di Lienz

### Ferrovia
Lienz e tutto il Tirolo orientale hanno come proprio capoluogo regionale Innsbruck. Per favorire i contatti in base ad accordi internazionali, nel secondo dopoguerra era stato istituito un treno-corridoio, attraverso la linea ferroviaria della Val Pusteria e del passo del Brennero, considerato, ai fini delle norme di polizia e doganali, come se fosse sempre sotto il regime austriaco, senza fermate intermedie per servizio viaggiatori in Italia. Con l'introduzione della normativa dell'Unione europea è venuta meno l'esigenza del treno-corridoio, sostituito da un normale treno internazionale Lienz-Innsbruck con fermate anche in territorio italiano, divenuto, poi, un servizio di autobus.

### Mobilità urbana
La città è servita dalla rete autobus urbana operata dalla VVT Verkehrsverbund Tirol (tradotto Traffico Tirolo) composta da tre linee urbane.

## Amministrazione

### Borgomastri
| Periodo | Periodo   | Primo cittadino             | Partito | Carica      | Note |
| ------- | --------- | --------------------------- | ------- | ----------- | ---- |
| 1866    | 1869      | Josef Albert Kranz          |         | Borgomastro |      |
| 1869    | 1872      | Alois Röck                  |         | Borgomastro |      |
| 1872    | 1881      | Carl Sartori                |         | Borgomastro |      |
| 1881    | 1883      | Otto Carli                  |         | Borgomastro |      |
| 1883    | 1886      | Johann Capistran Oberhueber |         | Borgomastro |      |
| 1886    | 1891      | Franz Rohracher             |         | Borgomastro |      |
| 1891    | 1894      | Johann Sigwart              |         | Borgomastro |      |
| 1894    | 1900      | Willibald Hofmann           |         | Borgomastro |      |
| 1900    | 1913      | Josef Anton Rohracher       |         | Borgomastro |      |
| 1913    | 1919      | Johann Oberhueber           |         | Borgomastro |      |
| 1919    | 1922      | Josef Anton Rohracher       |         | Borgomastro |      |
| 1922    | 1928      | Johann Oberhueber           |         | Borgomastro |      |
| 1928    | 1931      | Theodor von Hibler          |         | Borgomastro |      |
| 1931    | 1938      | Franz Henggi                |         | Borgomastro |      |
| 1938    | 1945      | Emil Winkler                |         | Borgomastro |      |
| 1945    | 1947      | Johann Ignaz Oberhueber     |         | Borgomastro |      |
| 1947    | 1950      | Alois Pichler               |         | Borgomastro |      |
| 1950    | 1962      | Michael Meirer              |         | Borgomastro |      |
| 1962    | 1994      | Hubert Huber                | ÖVP     | Borgomastro |      |
| 1994    | 2003      | Helga Machne                | ÖVP     | Borgomastro |      |
| 2003    | 2011      | Johannes Hibler             | ÖVP     | Borgomastro |      |
| 2011    | in carica | Elisabeth Blanik            | SPÖ     | Borgomastro |      |

### Gemellaggi
- Gorizia
- Jackson
- Selçuk

## Sport

### Calcio
La principale squadra di calcio cittadina è il Rapid Lienz che milita nella divisione austriaca Kärntner Liga.
Il campo di gioco è il Dolomitenstadion.

### Ciclismo
Lienz è stata più volte tappa di arrivo del Giro d'Italia:
- 1994 (3 giugno): 13ª tappa, vinta da Michele Bartoli.
- 2007 (29 maggio): 16ª tappa, vinta da Stefano Garzelli.

Lienz è stata due volte partenza di tappa al Giro d'Italia
- 2007 (30 maggio): 17ª tappa, vinta da Gilberto Simoni.
- 2011 (21 maggio): 14ª tappa, vinta da Igor Antón.

Lienz è raggiungibile attraverso la pista ciclabile della Drava.

### Sci
A Lienz esistono due stazioni sciistiche principali, Hochstein e Zettersfeld, che ospitano molteplici competizioni; Hochstein ha più volte accolto tappe della Coppa del Mondo di sci alpino. La città ha inoltre ospitato i Campionati mondiali di snowboard 1996, prima edizione della manifestazione.

### Altri sport
È molto diffuso il volo in parapendini.